# Carlos Muñoz Cobo
Carlos Antonio Muñoz Cobo (Úbeda, Jaén, 25 de agosto de 1961), también conocido como Carlos en España y como Carlos Muñoz en México, es un exfutbolista español. Es el quinto máximo goleador histórico del Real Oviedo con 133 goles. Con la selección española, jugó seis partidos anotando seis goles.

## Carrera

### Inicios
Carlos nació en Úbeda (Jaén), el 25 de agosto de 1961, en el seno de una familia humilde. A los siete años, partió con su familia a Hospitalet de Llobregat, cerca de Barcelona, por motivos económicos. Allí se inició como futbolista amateur, primero en el equipo de su barrio, Santa Eulalia; luego, en equipos de categoría regional de Cataluña como Juventud Hospitalet y Polvoretense.
A los 19 años debutó en tercera división con el CF Igualada y resultó elegido como mejor jugador juvenil. Equipos como el RCD Español o el FC Andorra se interesaron por él; finalmente, fue reclutado para el Barcelona B, aunque continuó jugando con el Igualada en calidad de cedido. Más adelante, en su debut en segunda división con el Barcelona B, contra el Real Oviedo, convirtió dos goles y recibió un penalti. Tres meses después, recibe la invitación para entrenar con el primer equipo del FC Barcelona, compartiendo vestuario con jugadores como Maradona, Schuster, Quini y Migueli. Esa temporada, Carlos convirtió 15 goles con el equipo filial blaugrana mientras entrenaba con los grandes.
Para la pretemporada siguiente, en el Barça se hicieron dos equipos: uno para competir por la Copa de la Liga de 1984, y otro para una gira estadounidense. Menotti lo convocó para jugar el desaparecido torneo español, donde jugó con el primer equipo hasta que el Atlético de Madrid eliminara al Barça en semifinales. Después, en un partido homenaje a Zico en Údine (Italia) jugó como titular y marcó un gol.

### Jugador peregrino
Para la temporada 1984/85, Menotti le asegura a Carlos que cuenta con él para el primer equipo, pero a los dos días el técnico argentino es despedido y Carlos emigra cedido al Elche CF, donde marca cinco goles en doce partidos. Al año siguiente, Johan Cruyff, lo vuelve a reclamar, pero tras la pretemporada lo ceden al Hércules CF, manteniendo en la categoría al equipo herculano, anotando otros cinco goles y formando delantera con el mítico Mario Alberto Kempes. Un año después vuelve a Barça para la pretemporada y es cedido al Real Murcia, donde anota en cuatro ocasiones.
Tras un año no tan bueno en primera, en 1987 fue adquirido a préstamo por el Real Oviedo, equipo que sería testigo de su consolidación. El año anterior, había conservado la categoría meramente por la decisión de aumentar la cantidad de equipos a veinte; las modestas expectativas para esta temporada, no obstante, se vieron superadas por mucho. Al lado de jugadores como Sañudo, Vili y Ricardo Bango, Carlos sobresalió como mejor jugador, convirtiéndose incluso en máximo goleador de la segunda categoría, con 25 tantos. A la postre, Real Oviedo lograría el ascenso como tercer lugar de la tabla general.
Contra su voluntad, Carlos es vendido al Atlético de Madrid. Tras un año bastante mediocre en el que sólo consigue cuatro goles, jugando casi siempre de suplente, Carlos vuelve al Real Oviedo, tras provocar su salida del Atlético por una pelea con Javier Clemente. Los siguientes siete años permanece con el equipo asturiano jugando al máximo nivel y demostrando su alta capacidad goleadora en el club carbayón, siendo varias veces el máximo goleador nacional (español) de la Primera División.
En 1994, a pesar de encontrarse en el mejor momento de su carrera (había marcado 15 goles en la temporada 92/93 y 20 en la 93/94), su mala relación con Clemente, ahora técnico nacional, le impide formar parte del cuadro que disputaría el Mundial 1994 en los Estados Unidos.

### Trayectoria por México
En 1996, todavía con contrato en el Real Oviedo, Carlos emigró a México para jugar con el Puebla F.C. En la temporada de Invierno '96 consiguió incluso el título de goleo con 15 goles en 17 encuentros, convirtiéndose así en el primer jugador de Puebla con tal distinción.
En sus dos años con el club sumó 33 goles en primera división, aunque también vivió varias experiencias difíciles con los poblanos. En 1997 fue suspendido por ocho juegos por una airada protesta al árbitro Gonzalo González. El año siguiente, el argentino Edgardo Prátola del León le propinó un artero codazo que le fracturó la nariz, quedando fuera unas semanas. No obstante, en la jornada 16 del torneo Verano '98 anotó cuatro goles contra Morelia (la segunda vez que lograba tal cantidad de goles en un juego en México), que ayudaron al equipo no sólo a no descender, sino incluso a clasificarse para el repechaje.
Para el siguiente torneo, el director técnico Raúl Cárdenas lo dejó fuera del equipo. Carlos rechazó una oferta de Pachuca y se tomó un año libre. Posteriormente jugó en la Primera División 'A' con el conjunto Lobos UAP. En el torneo Verano 2000 terminó como campeón de goleo con 15 goles (compartido con su compañero de equipo Emmanuel Sacramento).
El 18 de noviembre de 2000, a punto de finalizar la temporada Invierno 2000, Carlos se retiró del fútbol en el triunfo de Lobos ante Real San Luis, partido en el que anotó dos de sus siete goles en el torneo. Para el siguiente año, Carlos se unió como asesor deportivo del equipo, y una vez concluida su labor regresó a España.

## Director Técnico
Estuvo en Oviedo, donde se desenvolvía en una escuela de fuerzas inferiores del Real Oviedo. Tiempo atrás trabajó en la directiva, pero los incesantes cambios en el club no le dieron continuidad. También participa para algunos programas deportivos de radio en la misma ciudad. Además, colaboró con la Televisión Autonómica de Asturias (TPA) retransmitiendo partidos .
Actualmente es el entrenador de la sub-20 del Puebla, equipo donde hizo historia.
Carlos este 2012 aceptó regresar a Puebla como director técnico del equipo sub-20, y ser director de las reservas profesionales del club; luego debutaría como entrenador del Primer equipo en el torneo de copa ante Lobos BUAP ganando 2-0 celebrado en el estadio Universitario BUAP

## Clubes
| Club               | País          | Año         | Partidos | Goles |
| ------------------ | ------------- | ----------- | -------- | ----- |
| Barcelona B        | España        | 1983 - 1984 | 40       | 50    |
| Barcelona          | España        | 1983 - 1984 | 2        | 1     |
| Elche CF           | España        | 1984 - 1985 | 12       | 5     |
| Hércules CF        | España        | 1985 - 1986 | 20       | 5     |
| Real Murcia        | España        | 1986 - 1987 | 20       | 4     |
| Real Oviedo        | España        | 1987 - 1988 | 34       | 25    |
| Atlético de Madrid | España        | 1988 - 1989 | 21       | 4     |
| Real Oviedo        | España        | 1989 - 1996 | 240      | 93    |
| Puebla F.C.        | México        | 1996 - 1998 | 51       | 33    |
| Lobos UAP          | México        | 1999 - 2000 | 52       | 25    |
| Total carrera      | Total carrera | 1983 - 2000 | 492      | 245   |